# Felix Geisler
Felix Geisler (* 20. März 1997 in Luckau) ist ein deutscher Fußballspieler, der beim VfB Krieschow unter Vertrag steht.

## Karriere
Geisler spielte in seiner Jugend beim Blau-Weiß Vetschau. 2006 kam er zu Energie Cottbus, wo er zunächst für die U10 auflief. Ab 2009 besuchte Geisler die Lausitzer Sportschule in Cottbus und spielte für die C-Junioren in der U-14-Brandenburgliga. In der Drittligasaison 2015/16 gehörte er mehrere Male zum Kader der Profimannschaft. Am 27. Februar 2016 kam er zu seinem ersten Drittliga-Einsatz in der ersten Mannschaft, als er am 27. Spieltag im Spiel gegen Hansa Rostock für Torsten Mattuschka eingewechselt wurde.
Für die Drittligasaison 2016/17 wurde er vom FSV Zwickau verpflichtet, wo er jedoch nur zu drei Kurzeinsätzen kam. Deswegen wechselte er im Sommer 2017 wieder zurück zum Regionalligisten Energie Cottbus. Mit dem FCE schaffte er nach seiner Rückkehr den Aufstieg in die 3. Liga nach einem Sieg in der Relegation gegen Weiche Flensburg. Nach dem direkten Wiederabstieg blieb er den Cottbussern erhalten, doch aufgrund geringer Einsatzzeiten (auch wegen den beiden Corona-Virus bedingten Abbrüchen der Regionalliga Nordost) in den beiden folgenden Spielzeiten, verließ Geisler seinen Jugendverein im Sommer 2021 und schloss sich dem Oberligisten VfB Krieschow an.
Für den VfB lief er bis zur Winterpause 2022 14 mal auf und erzielte dabei fünf Treffer.

## Erfolge
- Aufstieg in die 3. Liga 2018 mit Energie Cottbus